# Super liga Srbije (2015/2016)
Sezon 2015/16 Super liga Srbije – 10. edycja rozgrywek serbskiej Super ligi w piłce nożnej, najwyższej piłkarskiej klasy rozgrywkowej w Serbii.
Rozgrywki toczyły się w dwóch rundach. W pierwszej rundzie (sezon zasadniczy) występowało 16 drużyn, wszystkie drużyny grały w jednej grupie "każdy z każdym" mecz i rewanż, w sumie 30 meczów. Po zakończeniu rundy zasadniczej drużyny z miejsc 1. - 8. zagrają w 2. rundzie w grupie mistrzowskiej o mistrzostwo Serbii oraz o grę w europejskich pucharach, a drużyny z miejsc 9. - 16. zagrają w 2. rundzie w grupie spadkowej o pozostanie w Super lidze.
Sezon rozpoczął się 17 lipca 2015, a zakończył 21 maja 2016. Tytuł zdobyła drużyna FK Crvena zvezda Belgrad. Tytuł króla strzelców zdobył Aleksandar Katai (FK Crvena zvezda Belgrad), który strzelił 21 goli.

## Super liga Srbije

### Drużyny
W Super liga Srbije w sezonie 2015/16 występowało 16 drużyn.
| Drużyna                                          | Miasto               | Sezon 2014/15 | Uwagi                                |
| Drużyny, które występowały w Super liga 2014/15: |                      |               |                                      |
| FK Partizan                                      | Belgrad-Savski Venac | 1. miejsce    |                                      |
| FK Crvena zvezda Belgrad                         | Belgrad-Savski Venac | 2. miejsce    |                                      |
| FK Čukarički Belgrad                             | Belgrad-Czukarica    | 3. miejsce    |                                      |
| FK Vojvodina Nowy Sad                            | Nowy Sad             | 4. miejsce    |                                      |
| FK Novi Pazar                                    | Novi Pazar           | 5. miejsce    |                                      |
| FK Rad                                           | Belgrad-Savski Venac | 6. miejsce    |                                      |
| FK Mladost Lučani                                | Lučani               | 7. miejsce    |                                      |
| OFK Beograd                                      | Belgrad-Palilula     | 8. miejsce    |                                      |
| Radnički Nisz                                    | Nisz                 | 9. miejsce    |                                      |
| FK Jagodina                                      | Jagodina             | 10. miejsce   |                                      |
| FK Voždovac                                      | Belgrad-Voždovac     | 11. miejsce   |                                      |
| FK Spartak Subotica                              | Subotica             | 12. miejsce   |                                      |
| FK Borac Čačak                                   | Čačak                | 13. miejsce   |                                      |
| Drużyny, które awansowały z Prva ligi 2014/15:   |                      |               |                                      |
| FK Radnik Surdulica                              | Surdulica            | 1. miejsce    |                                      |
| FK Javor Ivanjica                                | Ivanjica             | 2. miejsce    |                                      |
| FK Metalac Gornji Milanovac                      | Gornji Milanovac     | 3. miejsce    | wygrał baraże z FK Napredak Kruševac |

### Tabela (sezon zasadniczy)
| Lp. | Drużyna          | M  | Z  | R  | P  | B+ | B- | +/– | Pkt | Kwalifikacja      |
| --- | ---------------- | -- | -- | -- | -- | -- | -- | --- | --- | ----------------- |
| 1   | FK Crvena zvezda | 30 | 26 | 4  | 0  | 82 | 19 | +63 | 82  | Grupa Mistrzowska |
| 2   | Partizan Belgrad | 30 | 16 | 6  | 8  | 59 | 37 | +22 | 54  | Grupa Mistrzowska |
| 3   | FK Čukarički     | 30 | 15 | 8  | 7  | 37 | 22 | +15 | 53  | Grupa Mistrzowska |
| 4   | FK Borac Čačak   | 30 | 12 | 10 | 8  | 37 | 29 | +8  | 46  | Grupa Mistrzowska |
| 5   | FK Vojvodina     | 30 | 12 | 10 | 8  | 44 | 38 | +6  | 46  | Grupa Mistrzowska |
| 6   | FK Radnički      | 30 | 12 | 9  | 9  | 26 | 23 | +3  | 45  | Grupa Mistrzowska |
| 7   | FK Voždovac      | 30 | 10 | 10 | 10 | 30 | 29 | +1  | 40  | Grupa Mistrzowska |
| 8   | Radnik Surdulica | 30 | 9  | 11 | 10 | 34 | 46 | −12 | 38  | Grupa Mistrzowska |
| 9   | Javor Ivanjica   | 30 | 8  | 11 | 11 | 21 | 24 | −3  | 35  | Grupa Spadkowa    |
| 10  | FK Metalac       | 30 | 8  | 11 | 11 | 29 | 35 | −6  | 35  | Grupa Spadkowa    |
| 11  | Mladost Lučani   | 30 | 7  | 12 | 11 | 25 | 38 | −13 | 33  | Grupa Spadkowa    |
| 12  | FK Novi Pazar    | 30 | 7  | 10 | 13 | 21 | 39 | −18 | 31  | Grupa Spadkowa    |
| 13  | OFK Beograd      | 30 | 8  | 4  | 18 | 27 | 44 | −17 | 28  | Grupa Spadkowa    |
| 14  | Spartak Subotica | 30 | 6  | 10 | 14 | 20 | 37 | −17 | 26  | Grupa Spadkowa    |
| 15  | FK Jagodina      | 30 | 5  | 11 | 14 | 22 | 43 | −21 | 26  | Grupa Spadkowa    |
| 16  | FK Rad           | 30 | 5  | 11 | 14 | 30 | 41 | −11 | 26  | Grupa Spadkowa    |

1. ↑  Spartak Subotica został ukarany dwoma punktami ujemnymi.

## 2. runda (finałowa)

### Tabela grupy mistrzowskiej
W rundzie finałowej grupy mistrzowskiej występowało 8 drużyn z miejsc 1. - 8. sezonu zasadniczego, wszystkie drużyny grały w jednej grupie "każdy z każdym" tylko 1. mecz bez rewanżu, w sumie 7 meczów, a każdy zespół zaczynał rozgrywki z połową punktów jakie zdobył w sezonie zasadniczym, z zaokrągleniem w górę do najbliższej liczby całkowitej. Po zakończeniu rozgrywek w grupie mistrzowskiej mistrz zapewnił sobie start w eliminacjach do Ligi Mistrzów, a wicemistrz i 3. drużyna oraz zwycięzca Pucharu Serbii zagrają w eliminacjach do Ligi Europy UEFA.
| Poz. | Klub                     | M  | Pkt. | Mecze | Mecze | Mecze | Bramki | Bramki |
| Poz. | Klub                     | M  | Pkt. | zwy.  | rem.  | por.  | zdob.  | stra.  |
| ---- | ------------------------ | -- | ---- | ----- | ----- | ----- | ------ | ------ |
| 1    | FK Crvena zvezda Belgrad | 37 | 54   | 30    | 5     | 2     | 97     | 27     |
| 2    | FK Partizan              | 37 | 40   | 20    | 7     | 10    | 72     | 44     |
| 3    | FK Čukarički Belgrad     | 37 | 39   | 19    | 8     | 10    | 48     | 35     |
| 4    | FK Vojvodina Nowy Sad    | 37 | 36   | 16    | 11    | 10    | 57     | 44     |
| 5    | Radnički Nisz            | 37 | 35   | 16    | 9     | 12    | 40     | 35     |
| 6    | FK Borac Čačak           | 37 | 30   | 14    | 11    | 12    | 46     | 43     |
| 7    | FK Voždovac              | 37 | 25   | 11    | 12    | 14    | 34     | 36     |
| 8    | FK Radnik Surdulica      | 37 | 25   | 11    | 11    | 15    | 41     | 65     |

| Legenda:                       |
| eliminacje do Ligi Mistrzów    |
| eliminacje do Ligi Europy UEFA |

- FK Crvena zvezda Belgrad start w eliminacjach do Ligi Mistrzów 2016/17.
- FK Partizan (zwycięzca Pucharu Serbii), FK Čukarički Belgrad i FK Vojvodina Nowy Sad start w eliminacjach do Ligi Europy UEFA 2016/17.

### Tabela grupy spadkowej
W rundzie finałowej grupy spadkowej występowało 8 drużyn z miejsc 9. - 16. sezonu zasadniczego, wszystkie drużyny grały w jednej grupie "każdy z każdym" tylko 1. mecz bez rewanżu, w sumie 7 meczów, a każdy zespół zaczynał rozgrywki z połową punktów jakie zdobył w sezonie zasadniczym, z zaokrągleniem w górę do najbliższej liczby całkowitej. Po zakończeniu rozgrywek w grupie spadkowej dwie ostatnie drużyny spadły do Prva ligi.
| Poz. | Klub                        | M  | Pkt. | Mecze | Mecze | Mecze | Bramki | Bramki |
| Poz. | Klub                        | M  | Pkt. | zwy.  | rem.  | por.  | zdob.  | stra.  |
| ---- | --------------------------- | -- | ---- | ----- | ----- | ----- | ------ | ------ |
| 9    | FK Mladost Lučani           | 37 | 31   | 11    | 14    | 12    | 34     | 44     |
| 10   | FK Spartak Subotica         | 37 | 29   | 11    | 11    | 15    | 37     | 42     |
| 11   | FK Metalac Gornji Milanovac | 37 | 28   | 10    | 15    | 12    | 41     | 48     |
| 12   | FK Rad                      | 37 | 27   | 9     | 13    | 15    | 40     | 47     |
| 13   | FK Javor Ivanjica           | 37 | 26   | 10    | 13    | 14    | 25     | 29     |
| 14   | FK Novi Pazar               | 37 | 25   | 10    | 10    | 17    | 29     | 50     |
| 15   | OFK Beograd                 | 37 | 18   | 9     | 5     | 23    | 38     | 58     |
| 16   | FK Jagodina                 | 37 | 15   | 5     | 13    | 19    | 29     | 61     |

| Legenda:            |
| spadek do Prva ligi |

- FK Jagodina i OFK Beograd spadły do Prva ligi 2016/17.